# Szilvásvárad
Szilvásvárad je obec v Maďarsku na severu župy Heves v okresu Bélapátfalva v Bukových horách. K 1. lednu 2015 zde žilo 1 621 obyvatel.

## Historie
První písemná zmínka o obci pochází z 12. století. Ale území obce bylo osídleno asi před 35 000 – 40 000 lety.

## Geografie
Obec se nachází asi 5,5 km severovýchodně od okresního města Bélapátfalva. Od města s župním právem Eger se nachází asi 23 km severovýchodně.
Obcí dále protéká potok Szalajka, do které se v obci vlévá potok Szilvás. Obec se nachází v Bukových horách ve výšce 339 m n. m.

## Doprava
Do obce se dá dostat silnicí z Ózdu, Dédestapolcsány a Bélapátfalvi. Dále zde prochází železniční trať Eger – Putnok, na které se nachází zastávka Szilvásvárad-Szalajkavölgy a stanice Szilvásvárad. Vlaky zde však od roku 2009 končí, protože vlaky do Putnoku již nejezdí.
Dále zde začíná úzkorozchodná dráha vedoucí údolím říčky Szalajky k jejímu pramenu.